# Victorià Palà i Casellas
Victorià Palà i Casellas (Camps, Bages, 1911 - Vic, Osona, 1992) Fou professor i sacerdot
Rebuda la formació al Seminari de Vic s'ordenà sacerdot l'any 1934. Des d'aquesta data fins a la seva entrada com a professor del Seminari passà per les vicaries de Santa Maria d'Oló i de Roda de Ter. El 1941 va fer-se càrrec de la direcció espiritual dels seminaristes més joves, al Seminari de la Gleva. Tres anys més tard (1944) passà a fer aquesta mateixa funció però per als seminaristes que cursaven teologia. A més de la direcció espiritual impartí un bon nombre d'assignatures: catecisme i història sagrada (1941-1944), música (1942-1945), religió (1944-1949), cant gregorià (1947-1965), geografia i història (1951-1952), matemàtiques (1951-1952), litúrgica i teologia pastoral (1953-1956), ascètica i mística (1954-1957), pedagogia catequètica (1956-1963), lliçons pràctiques (1955-1965), Sagrada Escriptura (1958-1959) i teologia pastoral (1961-1962). Paral·lelament, va ser capella dels Germans Maristes, director espiritual i professor del Col·legi Sant Miquel dels Sants, director de les Obres Missionals Pontifícies i de la Federació Diocesana de les Congregacions Marianes. Durant setze anys va ser rector de la parròquia de la Pietat de Vic (1966-1982).